# جيم كليري
جيم كليري (بالإنجليزية: Jim Cleary)‏ هو لاعب كرة قدم بريطاني، ولد في 27 مايو 1956 في Enniskillen ‏ في المملكة المتحدة. شارك مع منتخب أيرلندا الشمالية لكرة القدم. أما مع النوادي، فقد لعب مع بورتاداون وغلينتوران.

## وصلات خارجية
- جيم كليري على موقع قاعدة بيانات كرة القدم.إي يو (الإنجليزية)
- جيم كليري على موقع ناشيونال فوتبول تيمز (الإنجليزية)
- جيم كليري على موقع عالم كرة القدم.نت (الإنجليزية)
- جيم كليري على موقع GSA (الإنجليزية)